# Rajon Antrazyt
Der Rajon Antrazyt (ukrainisch Антрацитівський район/Antrazytiwskyj rajon; russisch Антрацитовский район/Antrazitowski rajon) ist eine 1938 gegründete Verwaltungseinheit innerhalb der Oblast Luhansk im Osten der Ukraine.

Flagge des Rajons

Der Rajon hat eine Fläche von 1700 km² und eine Bevölkerung von etwa 30.000 Einwohnern, der Verwaltungssitz befindet sich in der namensgebenden Stadt Antrazyt, diese ist jedoch kein Teil des Rajons.
Er wurde 1938 gegründet und trug bis 1962 analog zur namensgebenden Stadt den Namen Rajon Bokowo-Antrazyt. Am 8. Dezember 1966 wurde er in seinen bis heute festgelegten Grenzen durch die Werchowna Rada bestätigt, er ist derzeit durch die Volksrepublik Lugansk besetzt und steht somit nicht direkt unter ukrainischer Kontrolle.

## Geographie
Der Rajon liegt im Süden der Oblast Luhansk im Osten des Donezbecken, er grenzt im Nordwesten an den Rajon Perewalsk, im Nordosten an den Rajon Lutuhyne, im Osten an den Rajon Swerdlowsk, im Süden an Russland (Oblast Rostow, Rajon Kuibyschewo) sowie im Westen an den Rajon Schachtarsk (in der Oblast Donezk).
Die kreisfreien Städte Krasnyj Lutsch und Antrazyt werden vollkommen vom Rajon umschlossen, die Stadt Rowenky wird zur Hälfte vom Ostrand des Rajons begrenzt.
Durch den Rajon fließt der Mius sowie seine kleinen Nebenflüsse Miussyk (Міусик), Kripenka (Кріпенька) und die Naholna (Нагольна), dabei ergeben sich Höhenlagen zwischen 50 und 360 Höhenmetern.

## Administrative Gliederung
Auf kommunaler Ebene ist der Rajon in 6 Siedlungsratsgemeinden und 8 Landratsgemeinden unterteilt, denen jeweils einzelne Ortschaften untergeordnet sind.
Zum Verwaltungsgebiet gehören:
- 6 Siedlungen städtischen Typs
- 23 Dörfer
- 13 Ansiedlungen

### Siedlungen städtischen Typs
| Siedlungen städtischen Typs | Siedlungen städtischen Typs | Siedlungen städtischen Typs            |
| Name                        | Name                        | Name                                   |
| ukrainisch transkribiert    | ukrainisch                  | russisch                               |
| --------------------------- | --------------------------- | -------------------------------------- |
| Faschtschiwka               | Фащівка                     | Фащевка (Faschtschewka)                |
| Iwaniwka                    | Іванівка                    | Ивановка (Iwanowka)                    |
| Jessauliwka                 | Єсаулівка                   | Есауловка (Jessaulowka)                |
| Krasnyj Kut                 | Красний Кут                 | Красный Кут (Krasny Kut)               |
| Malomykolajiwka             | Маломиколаївка              | Малониколаевка (Malonikolajewka)       |
| Nyschnij Naholtschyk        | Нижній Нагольчик            | Нижний Нагольчик (Nischni Nagoltschik) |

### Dörfer und Siedlungen
| Dörfer                                             | Dörfer                     | Dörfer                                 | Dörfer             |
| Name                                               | Name                       | Name                                   | Gemeindezuordnung  |
| ukrainisch transkribiert                           | ukrainisch                 | russisch                               | Gemeindezuordnung  |
| -------------------------------------------------- | -------------------------- | -------------------------------------- | ------------------ |
| Baschtewytsch                                      | Баштевич                   | Баштевич (Baschtewitsch)               | Mykytiwka          |
| Bobrykowe                                          | Бобрикове                  | Бобриково (Bobrikowo)                  | Bobrykowe          |
| Djakowe                                            | Дякове                     | Дьяково (Djakowo)                      | Djakowe            |
| Hanniwka                                           | Ганнівка                   | Анновка (Annowka)                      | Mykytiwka          |
| Illinka                                            | Іллінка                    | Ильинка (Iljinka)                      | Rafajliwka         |
| Jehoriwka                                          | Єгорівка                   | Егоровка (Jegorowka)                   | Bobrykowe          |
| Jelysawetiwka                                      | Єлизаветівка               | Елизаветовка (Jelisawetowka)           | Malomykolajiwka    |
| Kartuschyne                                        | Картушине                  | Картушино (Kartuschino)                | Rebrykowe          |
| Klunykowe                                          | Клуникове                  | Клуниково (Klunikowo)                  | Bobrykowe          |
| Leskyne                                            | Леськине                   | Леськино (Leskino)                     | Rafajliwka         |
| Losy                                               | Лози                       | Лозы                                   | Koschary           |
| Metschetka                                         | Мечетка                    | Мечетка                                | Rebrykowe          |
| Mykytiwka                                          | Микитівка                  | Никитовка (Nikitowka)                  | Mykytiwka          |
| Nowokrasniwka                                      | Новокраснівка              | Новокрасновка (Nowokrasnowka)          | Bobrykowe          |
| Rafajliwka                                         | Рафайлівка                 | Рафайловка (Rafailowka)                | Rafajliwka         |
| Rebrykowe                                          | Ребрикове                  | Ребриково (Rebrikowo)                  | Rebrykowe          |
| Sachidne                                           | Західне                    | Захидное (Sachidnoje)                  | Malomykolajiwka    |
| Selenodilske                                       | Зеленодільське             | Зеленодольское (Selenodolskoje)        | Tscherwona Poljana |
| Selenyj Haj                                        | Зелений Гай                | Зелёный Гай (Seljony Gai)              | Krasnoluzkyj       |
| Tscherwona Poljana                                 | Червона Поляна             | Червоная Поляна (Tscherwonaja Poljana) | Tscherwona Poljana |
| Tscherwonyj Schowten (offiziell seit 2016 Leonowe) | Червоний Жовтень (Леонове) | Червоный Жовтень (Tscherwony Schowten) | Djakowe            |
| Werbiwka                                           | Вербівка                   | Вербовка (Werbowka)                    | Rebrykowe          |
| Wyschnewe                                          | Вишневе                    | Вишнёвое (Wischnjowoje)                | Bobrykowe          |
| Siedlungen                                         |                            |                                        |                    |
| Industrija                                         | Індустрія                  | Индустрия                              | Krasnyj Kut        |
| Kosakiwka                                          | Козаківка                  | Казаковка (Kasakowka)                  | Krasnoluzkyj       |
| Koschary                                           | Кошари                     | Кошары                                 | Koschary           |
| Kowpakowe                                          | Ковпакове                  | Колпаково (Kolpakowo)                  | Tscherwona Poljana |
| Kowylne                                            | Ковильне                   | Ковыльное (Kowylnoje)                  | Iwaniwka           |
| Krasnoluzkyj                                       | Краснолуцький              | Краснолучский (Krasnolutschski)        | Krasnoluzkyj       |
| Kurhan                                             | Курган                     | Курган (Kurgan)                        | Krasnoluzkyj       |
| Orliwske                                           | Орлівське                  | Орловское (Orlowskoje)                 | Krasnoluzkyj       |
| Schyrokyj                                          | Широкий                    | Широкий (Schiroki)                     | Mykytiwka          |
| Sonjatschne                                        | Сонячне                    | Солнечное (Solnetschnoje)              | Mykytiwka          |
| Stepowe                                            | Степове                    | Степовое (Stepowoje)                   | Iwaniwka           |
| Tamara                                             | Тамара                     | Тамара                                 | Krasnyj Kut        |
| Uroschajne                                         | Урожайне                   | Урожайное (Uroschainoje)               | Krasnyj Kut        |